# Katarzyna Szaulińska
Katarzyna Szaulińska również jako Katarzyna Szaulińska-Dynowska (ur. 1987 w Kołobrzegu) – polska prozaiczka, poetka, psychoterapeutka i psychiatrka.
Absolwentka Warszawskiego Uniwersytetu Medycznego. Doktor nauk medycznych (praca doktorska: Obturacyjny bezdech senny u chorych na schizofrenię).  Autorka m.in. scenariusza komiksu o depresji Czarna fale, monodramu Córcia oraz zbioru opowiadań Czarna ręka, zsiadłe mleko za który została nominowana do Nagrody Literackiej Nike 2023.

## Publikacje
- Druga osoba (Biuro Literackie, 2020 ISBN 978-83-66487-13-0), zbiór wierszy
- Faith in Strangers (Toad Press/Veliz Press, 2021), zbiór wierszy w tłumaczeniu Marka Tardiego
- Czarna ręka, zsiadłe mleko (Wydawnictwo Filtry, 2022 ISBN 978-83-964476-4-7), zbiór opowiadań
- Kryptodom (Biuro Literackie, 2023 ISBN 978-83-67706-84-1), zbiór wierszy

## Wyróżnienia
- finał XIII edycji Połowu Biura Literackiego 2019
- nominacja do Nagrody Głównej XXV Ogólnopolskiego Konkursu Poetyckiego im. Jacka Bierezina 2019[5]
- nominacja do Nagrody Literackiej Nike 2023 za zbiór opowiadań Czarna ręka, zsiadłe mleko[4]
- Nagroda Dramaturgiczna im. Tadeusza Różewicza za dramat "Kret/Mara"[6]